# ジロ・デ・イタリア 1946
ジロ・デ・イタリア 1946は、自転車競技のロードレース大会であるジロ・デ・イタリアの29回目のレース。1946年5月15日から6月7日まで行われた。全17区間。全行程3039.5km。第二次世界大戦後初のジロ・デ・イタリアの開催。ジーノ・バルタリが3度目の総合優勝。

## 総合成績
|    | 選手名                     | 国籍     | 時間           |
| -- | -------------------------- | -------- | -------------- |
| 1  | ジーノ・バルタリ           | イタリア | 65時間32分20秒 |
| 2  | ファウスト・コッピ         | イタリア | +47秒          |
| 3  | ヴィート・コルテッリ       | イタリア | +15分28秒      |
| 4  | サルヴァトーレ・クリッパ   | イタリア | +15分31秒      |
| 5  | アルド・ロンコーニ         | イタリア | +24分31秒      |
| 6  | ジュリオ・ブレシ           | イタリア | +27分35秒      |
| 7  | エツィオ・チェッキ         | イタリア | +37分58秒      |
| 8  | ジョルダーノ・コットゥル   | イタリア | +38分28秒      |
| 9  | アルフレード・マルティーニ | イタリア | +39分54秒      |
| 10 | プリーモ・ヴォルピ         | イタリア | +43分12秒      |

## マリア・ローザ保持者
| 選手名                   | 国籍     | 首位区間  |
| ------------------------ | -------- | --------- |
| ジョルダーノ・コットゥル | イタリア | 第1       |
| アントニオ・ベヴィラクア | イタリア | 第2-第4a  |
| フェルモ・カメッリーニ   | イタリア | 第4b-第6  |
| ヴィート・オルテッリ     | イタリア | 第7-第12  |
| ジーノ・バルタリ         | イタリア | 第13-最終 |

### 山岳賞結果
| 山岳賞 | ジーノ・バルタリ     |
| 2位    | ファウスト・コッピ   |
| 3位    | ヴィート・オルテッリ |